# Liste der Naturdenkmale in Oberelz
Die Liste der Naturdenkmale in Oberelz nennt die im Gemeindegebiet von Oberelz ausgewiesenen Naturdenkmale (Stand 4. Juni 2024).

## Ehemalige Naturdenkmale
| Nr. | Bezeichnung        | Lage                                              | Beschreibung | Bild                                    |
| --- | ------------------ | ------------------------------------------------- | --- | --------------------------------------- |
|     | Buche am Festplatz | östlich des Ortes; Abteilung Unterm Sührchen Lage | Fagus sylvatica, um 1800 gekeimt, 20 m hoch bei 3,0 m Brusthöhenumfang und 22 m Kronendurchmesser; durch Blitzschlag gefällt, Rechtsverordnung aufgehoben | Direkt Bild zu diesem Denkmal hochladen |